# Adais
Els adais (també adaizan, adaizi, adaise, adahi, adaes, adees, atayos) són un poble d'amerindis dels Estats Units que vivien al nord-oest de Louisiana (Estats Units). El nom adai deriva de la paraula en llengua caddo hadai, que significa 'mala herba'. Parlaven l'adai, una llengua aïllada. Els adais van ser uns dels primers pobles d'Amèrica del Nord a contactar amb els europeus, i això els va afectar profundament. En 1530 Álvar Núñez Cabeza de Vaca parla d'ells usant el terme atayos. Els adais es van traslladar fora de la seva terra d'origen. Cap a 1820 només en quedaven trenta.